# Waldemar Wrona
Waldemar Krzysztof Wrona (ur. 29 grudnia 1966 w Tarnowie) – polski polityk, lekarz, samorządowiec, poseł na Sejm VI kadencji.

## Życiorys
Ukończył studia medyczne. Objął stanowisko dyrektora SPZOZ w gminie Smyków.
Od 2000 do 2001 należał do Polskiego Stronnictwa Ludowego, a w latach 2002–2006 do Sojuszu Lewicy Demokratycznej. W 2002 z ramienia koalicji Sojusz Lewicy Demokratycznej – Unia Pracy został radnym powiatu koneckiego. W 2006 przeszedł do Prawa i Sprawiedliwości i z jego listy skutecznie ubiegał się o reelekcję, objął też stanowisko członka zarządu powiatu.
W wyborach parlamentarnych w 2007 uzyskał mandat posła na Sejm VI kadencji z listy PiS. Startował w okręgu kieleckim, otrzymując 2568 głosów. W 2011 nie ubiegał się o reelekcję. W 2014 i 2018 uzyskiwał natomiast mandat radnego sejmiku świętokrzyskiego V oraz VI kadencji. We wrześniu 2022 wystąpił z PiS, a w czerwcu 2023 z klubu tej partii w sejmiku. W tym samym miesiącu współtworzył klub Bezpartyjnych Samorządowców. Został jego przewodniczącym, jednak wkrótce zrezygnował z zasiadania w nim, co skutkowało rozpadem klubu. W 2024 utrzymał mandat radnego sejmiku jako kandydat Koalicji Obywatelskiej.

## Odznaczenia
W 2020 odznaczony Srebrnym Krzyżem Zasługi.